# رائول اوکسوراو
رائول اوکسوراو (استونیایی: Raoul Üksvärav; ۲۱ آوریل ۱۹۲۸ – ۲ مارس ۲۰۱۶) اقتصاددان، سیاستمدار و نماینده  مجلس اهل استونی بود.